# 정주리 (배우)
정주리(1987년 ~)는 대한민국의 배우다.

## 방송
- 기적의 오디션 (2011) - Top30

## 영화
- 강철대오: 구국의 철가방 (2012) - 나영 역
- 뜨거운 안녕 (2013) - 정간호사 역
- 짜장면의 유혹 (2014) - 수빈 역
- 흰둥이 (2014) - 공단 직원 역

## 공연
- 청춘, 달동네에 살다 (2011) - 주연
- 키스 드 마리 (2012) - 마리앙투아네트 역